# 高杉晋一
高杉 晋一（たかすぎしんいち、1892年（明治25年）3月1日 - 1978年（昭和53年）6月6日）は、日本の実業家。

## 来歴

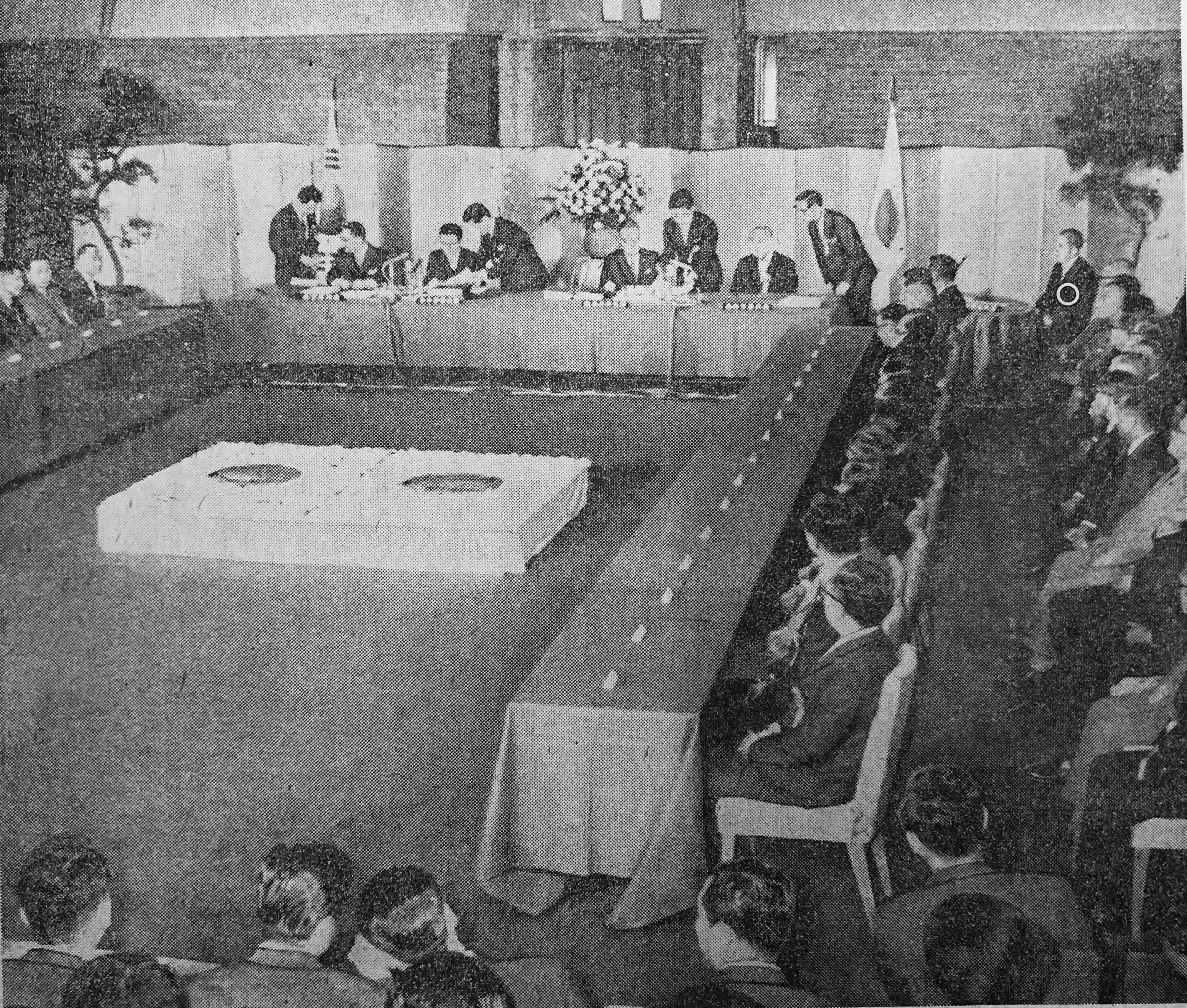
1965年6月22日、日韓基本条約の調印式が日本の首相公邸で行われた。椎名悦三郎外務大臣、高杉晋一首席代表、李東元外務部長官、金東祚特命全権大使の4人が関係文書に調印した。

1892年3月1日、茨城県鉾田町の高杉健作の子として生まれる。1910年（明治43年）、土浦中学校卒業（岡野保次郎と同期）。第二高等学校を経て、1917年（大正6年）東京帝国大学法学部を卒業。
同年三菱合資銀行部に入社。名古屋支店長を経験し、監査、取締常務を歴任する。1947年（昭和22年）1月、三菱電機社長となる。1956年（昭和31年）11月、三菱電機会長となる。1962年（昭和37年）、同会長を退任。
1964年（昭和39年）12月14日、日韓会談における日本側首席代表の杉道助が死去。1965年（昭和40年）1月7日、高杉は杉の後任に就任。そしてこの日、外務省記者クラブにおいて「日本は朝鮮を支配したが、いいことをしようとした」「創氏改名もいいこと」「搾取とか圧迫とかいうものでない」などと発言した。日韓会談の停滞・破談を恐れた韓国側の要請で、当該発言はオフレコ扱いとされたが、同月10日に『赤旗』が、同月19日に韓国の『東亜日報』が高杉の発言を暴露した。
1965年（昭和40年）6月22日、日本側首席代表として日韓基本条約等に調印。
1969年（昭和44年）、海外経済協力基金総裁に就任。1978年（昭和53年）、86歳で死去。墓所は青山霊園。

## 栄典
- 1965年（昭和40年）11月3日 - 勲一等瑞宝章[4]